# Comuna de Wojaszówka
Wojaszówka (em polonês/polaco: Gmina Wojaszówka) é uma comuna) na Polônia, na voivodia de Subcarpácia e no condado de Krosno. A sede do condado é a cidade de Wojaszówka.
De acordo com os censos de 2004, a comuna tem 9040 habitantes, com uma densidade 108,4 hab/km².

## Área
Estende-se por uma área de 83,4 km², incluindo:
- área agrícola: 67%
- área florestal: 25%

## Demografia
Dados de 30 de Junho 2004:
|                      | Total   | Total | Mulheres | Mulheres | Homens  | Homens |
| -------------------- | ------- | ----- | -------- | -------- | ------- | ------ |
|                      | pessoas | %     | pessoas  | %        | pessoas | %      |
| População            | 9040    | 100   | 4667     | 51,6     | 4373    | 48,4   |
| Densidade (pop./km²) | 108,4   | 100   | 56       | 56       | 52,4    | 52,4   |

De acordo com dados de 2002, o rendimento médio per capita ascendia a 1144,99 zł.

## Subdivisões
- Bajdy, Bratkówka, Łączki Jagiellońskie, Łęki Strzyżowskie, Odrzykoń, Pietrusza Wola, Przybówka, Rzepnik, Ustrobna, Wojaszówka, Wojkówka.

## Comunas vizinhas
- Frysztak, Jasło, Jedlicze, Korczyna, Krosno, Strzyżów, Wiśniowa